# Joe Partridge
Joseph Titus Partridge (* 9. Dezember 1932 in Bulawayo, Südrhodesien; † 6. Juni 1988 in Harare, Simbabwe) war ein in Südrhodesien geborener Cricketspieler, der zwischen 1963 und 1965 für die südafrikanische Nationalmannschaft spielte.

## Aktive Karriere
Partridge gab sein First-Class-Debüt in der Saison 1951/52 für Rhodesien. In den folgenden Jahren konnte er zwar für diese herausragen, jedoch waren mit Neil Adcock und Peter Heine zwei etablierte Spieler im Nationalteam, die ihn den Aufstieg verwehrten. Als er in der Saison 1962/63 mit 64 Wickets den Rekord im nationalen südafrikanischen Cricket übertraf, konnte man jedoch auch an ihm nicht mehr vorbei. So gab er bei der Tour in Australien in der Saison 1963/64 sein Test-Debüt. Im zweiten Spiel der Serie erreichte er vier (4/108) und im dritten insgesamt neun Wickets (4/88 & 5/123). Im letzten Spiel der Serie gelangen ihm dann im ersten Innings sogar 7 Wickets für 91 Runs. Daraufhin reiste das Team weiter nach Neuseeland, wo er im zweiten Test vier (4/51) und im dritten sechs (6/86) Wickets beisteuerte. Seinen letzten Einsatz bei einer Tour hatte er in der Saison 1964/65 gegen England, wobei ihm im ersten Test drei Wickets (3/85) gelangen. In den verbliebenen Spielen konnte er dann nicht mehr herausragen und wurde nicht mehr im Nationalteam berücksichtigt. Er bestritt sein letztes First-Class-Spiel in der Saison 1966/67.

## Nach der aktiven Karriere
Als er als Repräsentant einer Brauerei arbeitete begann er zu trinken und litt an Alkoholismus. Auch setzte ihm eine Krankheit zu, die durch Mikroben im Wasser ausgelöst wurde. Daraufhin rutschte er in finanzielle Probleme. Als er im Juni 1988 in Harare auf Grund unbezahlter Rechnungen festgenommen wurde, beging er in der Polizeistation Suizid. Er verstarb im Alter von 55 Jahren.